# Rossbyho vlna

Příklad průběhu meandrovitého zvětšování vlny, které vede až k oddělení oblasti s chladným vzduchem

Rossbyho vlna je výběžek tekutiny, který vzniká v atmosféře či v oceánu – obecně na planetách, pochopitelně a především včetně Země. Poprvé ji v atmosféře popsal Carl-Gustav Arvid Rossby roku 1939. Jsou důsledkem zachování vorticity potenciálu a ovlivňovány Coriolisovou silou. Rossbyho vlny jsou dobře pozorovatelné na tzv. tryskovém proudění. Izohypsy na výškových mapách pak nabývají podoby vln o délce několika tisíců kilometrů.